# Torre Pali
Torre Pali (Li Pali in dialetto salentino) è una località balneare della provincia di Lecce, frazione di Salve, sul Mar Ionio.

## Geografia fisica
Si trova nel basso Salento, a poca distanza da Santa Maria di Leuca e da Gallipoli. 
Il litorale è basso e sabbioso, caratterizzato dalla presenza di dune retrostanti ricoperte da macchia mediterranea.
La località prende il nome dall'omonima torre di avvistamento cinquecentesca. L'antico borgo di pescatori si è sviluppato diventando un'importante località turistica.

## Il paese
Il borgo ha conosciuto una certa espansione dagli anni 2000, tanto che sono sorte numerose abitazioni nella parte occidentale del paese. Le vie principali sono via Caboto e corso Cristoforo Colombo, che attraversa il ponte di ultima costruzione che serve a oltrepassare il canale dove sono attraccate molte barche. Nella parte orientale il paese si sviluppa in lunghezza seguendo via Caboto. In questa zona vi sono le spiagge più frequentate, con un alternarsi nel mare di scogli e sabbia.

## La torre
Torre Pali è una delle numerose torri di avvistamento costiere fatte costruire nel XVI secolo da Carlo V per difendere il territorio salentino dalle invasioni dei pirati saraceni. Ai tempi della costruzione la torre si trovava sulla terraferma ma a causa dell'erosione costiera si trova completamente circondata dalle acque del mare a circa 15 metri dalla costa.
La torre a pianta circolare, di cui rimane solo il basamento, si sviluppava su due piani e doveva presentare feritoie nella parte superiore

## Bandiere blu
Torre Pali e il comune di Salve si sono guadagnate il prestigioso riconoscimento della Bandiera blu nel 2009 per il mare limpido e le spiagge pulite, premio riconfermato anche nel 2010, 2011, 2012, 2013, 2014, 2015, 2016, 2017, 2018, 2019, 2020, 2021, 2022, 2023, 2024 e 2025

## Il porto
Nel paese vi è un piccolo porticciolo con una capacità di 100-150 imbarcazioni di piccola-media grandezza. La costruzione è iniziata nell'autunno del 2008, per poi concludersi dopo la sistemazione di zone malsane adiacenti alla spiaggia.
L'approdo è composto da una darsena divisa in due da un pontile centrale; l'accesso è aperto a Est e la darsena è raggiungibile attraverso un canale mediamente orientato per Est-Sud-Est lungo circa 280 m.
Già negli anni '70 si tentò di costruire un porto per i pescatori locali, ma si riuscì solo a costruire un piccolo braccio di molo, inservibile per le moderne esigenze. Dopo la costruzione del braccio di molo, si è assistito ad un progressivo depauperamento dell'arenile, come se fossero sparite le correnti marine che rifornivano di sabbia la zona prospiciente al porto. La coincidenza degli eventi ha indotto a pensare che la costruzione del manufatto, inservibile in epoca moderna, abbia interrotto la corrente che riforniva di sabbia l'arenile di Torre Pali.
Di fronte alla zona portuale vi erano i ricoveri tipici dei pescatori, gli "strazzi", dove erano collocati gli attrezzi del mestiere, le reti, le nasse e dove si svolgeva l'attività a terra di pesca, con l'aggiustatura delle reti rotte, la costruzione delle nasse, la pittura delle reti stesse, la pesatura del pescato. Di queste costruzioni non è rimasta traccia: sono state abbattute per far posto a edifici abitativi di nuova costruzione negli anni '80.

## L'isola della Fanciulla
A circa cento metri dalla spiaggia di Torre Pali si trova uno scoglio isolato, chiamato isola della Fanciulla. Il nome è dovuto ad una delle più tristi leggende locali.
Si racconta che durante una delle tante incursioni piratesche (forse intorno al 1547) il pirata Dragut, noto per la sua ferocia, sbarcò sulla riva di S. Antonio ("S. Antonio" era il nome della marina di Torre Pali. Questo perché ultimata la Torre (1563) a difesa delle scorrerie piratesche, fu costruita poi una cappella dedicata a Sant'Antonio per i pochi soldati spagnoli presenti nel presidio) dirigendosi verso l'entroterra per depredare i paesi.
Giunto in prossimità di Salve, trovò la popolazione, già allertata e pronta a resistere, asserragliata in un fortilizio che aveva già dato prova della propria resistenza. I pirati furono costretti a lasciar perdere e a dirigersi verso paesi limitrofi, che furono saccheggiati.
Sulla strada del ritorno, tuttavia, sorpresero una famiglia di coloni di una masseria. I pirati turchi fecero razzia nella masseria, picchiarono il padre e la madre della famiglia, rapirono la figlia.
Arrivata nell'ansa di Sant'Antonio, trascinarono la giovane verso la scialuppa, ancorata presso l'isolotto. La ragazza, vedendo al largo le galere turche che si apprestavano a spiegare le vele, cominciò a urlare disperandosi solo al pensiero di vedersi schiava per tutta la vita in una terra lontana. Riuscì persino a sfuggire ai rapitori, ma non per molto. Ripresa dai pirati, la giovane fu stuprata e picchiata.
Una volta portata sulla nave, lo stesso Dracut volle parlarle, incuriosito dalla tenacia della ragazza. Il pirata le disse di rinnegare la fede cristiana, altrimenti sarebbe morta atrocemente; la giovane resistette. Dracut, accecato dall'ira, comandò che la giovane fosse passata a fil di spada e il suo corpo lasciato in quell'isola, per essere divorato dagli uccelli e dai granchi.
Secondo la leggenda, il Signore ebbe misericordia dei resti mortali della giovane e, dopo aver fatto levare un forte vento, coprì con sabbia e rocce il corpo. Dopo sette giorni, il corpo fu ritrovato dai pescatori con gli occhi rivolti al cielo e con il sorriso sul volto.
Si racconta che, nella nebbia dell'alba, durante le giornate di bonaccia, si può intravedere una minuta figura di giovinetta che vaga inquieta per la riva.